# شينيا فوكوماتسو
شينيا فوكوماتسو (باليابانية: ふくまつ進紗) مواليد 30 نوفمبر 1958، هو مؤدي أصوات ياباني.

## الأدوار

### مسلسلات أنمي تلفزيونية
- بلاك كات
- ديفل ماي كراي: سلسلة الرسوم المتحركة
- أبطال الديجيتال الجزء الخامس
- إيوريكا سفن
- جينتاما
- أسطول الزجاج
- كوكب ملك الوحوش
- البدلة المتنقلة كاندام 00
- نادي مضيفي ثانوية أوران
- الزئير التكتيكي

### الدبلجة
- إي آر
- أبطال ليوكو

## روابط خارجية
- شينيا فوكوماتسو على موقع IMDb (الإنجليزية)
- شينيا فوكوماتسو على موقع ألو سيني (الفرنسية)
- شينيا فوكوماتسو على موقع ميوزك برينز (الإنجليزية)
- شينيا فوكوماتسو على موقع أول موفي (الإنجليزية)
- شينيا فوكوماتسو على موقع قاعدة بيانات الفيلم (الإنجليزية)
- شينيا فوكوماتسو على موقع كينوبويسك (الروسية)
- شينيا فوكوماتسو على موقع ANN person (الإنجليزية)